# Pararge depulverata
Pararge depulverata är en fjärilsart som beskrevs av Hans Fruhstorfer 1913. Pararge depulverata ingår i släktet Pararge och familjen praktfjärilar. Inga underarter finns listade i Catalogue of Life.